# Banksia micrantha
Banksia micrantha är en tvåhjärtbladig växtart som beskrevs av Alexander Segger George. Banksia micrantha ingår i släktet Banksia och familjen Proteaceae. Inga underarter finns listade i Catalogue of Life.